# قناة بانديرانتس
قناة بانديرانتس (بالبرتغالية: Rede Bandeirantes‏) هي شبكة تلفزيونية في البرازيل، ومقرها ساو باولو. جزء من مجموعة شركات بانديرانتس، تم بثها للمرة الأولى في عام 1967. وحاليًا، تعد الشبكة التلفزيونية الرابعة في البرازيل حسب التصنيفات.
تم تأسيس قناة بانديرانتس في 13 مايو 1967 بواسطة João Saad ؛ ابن شقيق حاكم ولاية ساو باولو. وقد كانت قناة بانديرانتس أول شبكة تلفزيونية برازيلية تبث بالألوان بالكامل.
و في عام 1982 تولى والتر كلارك إدارة الشبكة، وأعاد تصميم برمجة المحطة، وقد ظهر الشعار الحالي للشبكة في نفس العام ، وقد قام بتصميمه Cyro Del Nero.
بدأ في نفس الوقت البث عبر الأقمار الصناعية على مستوى البلاد أيضًا. كان هذا أيضًا نفس العام الذي بدأت فيه الشبكة في بث المناظرات الانتخابية نصف السنوية على المستويات المحلية ، وقد استمر هذا البث بشكل تقليدي 18 عامًا .
في عام 2008 ، بدأت القناة في الحصول على دعم من شركة الإنتاج الأرجنتينية Cuatro Cabezas. ومنذ ذلك الحين؛ اكتسبت المحطة المزيد من التقييمات ونالت اهتمام وسائل الإعلام؛ بفضل العرض الكوميدي CQC - Custe o Que Custar .

## وصلات خارجية
- Official web site